# Wacko
«Wacko» es una canción de la actriz y cantante española Belinda, que está incluida dentro de su tercer álbum de estudio Carpe Diem, lanzado el 23 de marzo de 2010.

## Información
Es una adaptación de la canción "Not That Kinda Girl" de la cantante neerlandesa Kim-Lian y la cantante sueca Linda Bengtzing.
El tema apareció por primera vez dentro de la trama de la telenovela Camaleones sólo como instrumental, mostrando en los créditos finales que los autores son Belinda Peregrín, Nacho Peregrín, Jörgen Ringquist y Daniel Barkman.
El 18 de octubre de 2009 (en Argentina, el 20 en México), Belinda apareció en el programa de MTV Fan Van 2.0, en el que se escuchó la grabación del tema.